# Alfred Shea Addis
Alfred Shea Addis, även känd som A.S. Addis, född 1832, död 10 september 1886, var en amerikansk fotograf, mest känd för sina fotografier av Kansas, Mexiko, och sydvästra USA.
1. ↑  läs online, peoplepill.com .[källa från Wikidata]
2. 1 2  läs online, historiccamera.com .[källa från Wikidata]